# Nicolás I de Dinamarca
Nicolás I de Dinamarca (en danés, Niels) (alrededor de 1065-Jutlandia, 25 de junio de 1134) fue rey de Dinamarca de 1104 a 1134.
Nicolás I de Dinamarca era el quinto hijo del rey Svend II que, tras diferentes sucesiones, accedió al trono de Dinamarca. Fue coronado rey en 1104 tras la muerte de su hermano Erico I de Dinamarca en detrimento del hijo de este: Harald Kesja.
El principio de su reinado fue apacible. Nicolás se casó con Margarita Fredkulla, hija del rey de Suecia Inge I el Viejo y viuda de Magnus III de Noruega. Magnus Nilsson, único hijo nacido de esta unión, fue elegido por los habitantes de Västergötland, en 1125, como rey de Suecia, y fue conocido con el nombre de Magnus el Fuerte.
Después del fallecimiento de Margarita, Nicolás se casó, hacia 1130 con Ulvhild Håkonsdatter, la viuda del rey sueco Inge II el Joven.
Magnus Nilsson, que se consideraba a sí mismo como el heredero del reino de Dinamarca, envidiaba la popularidad de su primo Canuto Lavard, hijo legítimo del rey Erico I de Dinamarca, que había recibido también el título real concedido por el emperador en 1129 para reinar sobre los abroditas, un pueblo eslavo establecido en las orillas del Mar Báltico.
El 7 de enero de 1131, en Ringsted, en Selandia, Magnus hizo asesinar a Canuto Lavard por su guardia personal (Hird). Este asesinato desató una virulenta guerra civil. El futuro Erico II de Dinamarca se puso a la cabeza de los partidarios de su hermanastro asesinado, reunidos por el clan de Skjalm Hvide, y por el obispo de Asser.
Magnus Nilsson, fue llamado por su padre a Dinamarca, y se negó a reponer a Erik Emune, que tuvo que exiliarse, momentáneamente, en 1133.
Nicolás y su hijo fueron, asimismo, objeto de la hostilidad del emperador germánico que les acusaba de haber maltratado a los mercaderes alemanes de la Liga Hanseática. Pese al vasallaje que, por primera vez en la historia de Dinamarca, Magnus Nilsson tuvo que rendirle en 1134 en Halberstadt al emperador Lotario II, dio pruebas de una benevolente neutralidad ante las intrigas de los enemigos del rey.
La armada de caballeros de Erik II Emune, reforzada por 300 mercenarios alemanes derrotó al ejército real en Escania el 4 de junio de 1134 en la batalla de Fotevik, cerca de Skanör.
Magnus Nilsson murió, así como el príncipe Henrik de Dinamarca, Magnus Haraldsen, un hijo de Harald Kesja y cinco obispos que habían apoyado a los partidarios del rey, cuatro de ellos titulares de las sedes danesas: Peder, de Roskilde; Adalberto, de Slesvig; Ulkketl, de Aarhus; y Thorik, de Ribe.
Nicolás tuvo que refugiarse en Jutlandia donde murió, asesinado por sus habitantes el 25 de junio de 1134.